# Vazhipali Suresh Surekha
Vazhipali Suresh Surekha (malajam: വി.എസ്. സുരേഖ, ur. 14 sierpnia 1984 w stanie Kerala) – indyjska lekkoatletka specjalizująca się w skoku o tyczce.
Jej mąż – Renjith Maheshwary również jest lekkoatletą, odnosi znaczne sukcesy w trójskoku.

## Osiągnięcia
- wielokrotna mistrzyni i rekordzistka kraju

## Rekordy życiowe
- skok o tyczce – 4,15 (2014) rekord Indii[2]